# Acoplamento (física)
Na física, um acoplamento, basicamente, é uma interação entre as diferentes propriedades de um sistema, tais como um grupo de átomos ou núcleos, ou entre dois ou mais sistemas. Dois sistemas estão acoplados, se eles estão interagindo uns com os outros.
De especial interesse é o acoplamento de sistemas vibratórios de dois (ou mais), por exemplo pêndulos ou circuitos ressonantes, por meio de molas ou de campos magnéticos, etc. O que é característico para uma oscilação acoplada é o efeito de batimento